# Клесівська селищна рада
Кле́сівська се́лищна ра́да — орган місцевого самоврядування в Сарненському районі Рівненської області. Адміністративний центр — селище міського типу Клесів.

## Загальні відомості
- Клесівська селищна рада утворена в 1939 році.
- Територія ради: 123,734 км²
- Населення ради: 6 783 особи (станом на 2001 рік)

## Населені пункти
Селищній раді підпорядковані населені пункти:
- смт Клесів
- с. Клесів
- с. Пугач

## Склад ради
Рада складається з 22 депутатів та голови.
- Голова ради: Буйний Віктор Павлович
- Секретар ради: Романюк Людмила Миколаївна

### Керівний склад попередніх скликань
| Прізвище, ім'я, по батькові | Основні відомості                                                                                               | Дата обрання | Дата звільнення |
| --------------------------- | --- | ------------ | --------------- |
| Шіпко Василь Олександрович  | Селищний голова, 1957 року народження, безпартійний                                                             | 26.03.2006   | 31.10.2010      |
| Буйний Віктор Павлович      | Селищний голова, 1961 року народження, освіта середня спеціальна, член Всеукраїнського об'єднання «Батьківщина» | 31.10.2010   |                 |

Примітка: таблиця складена за даними сайту Верховної Ради України

### Депутати
За результатами місцевих виборів 2010 року депутатами ради стали:

#### За суб'єктами висування
| Суб'єкт висування                                                                    | Кількість обраних депутатів | %   |
| ------------------------------------------------------------------------------------ | --------------------------- | --- |
| Народна партія                                                                       | 9                           | 30  |
| Політична партія Всеукраїнське об'єднання «Батьківщина»                              | 9                           | 30  |
| Самовисування                                                                        | 9                           | 30  |
| Політична партія «УДАР (Український Демократичний Альянс за Реформи) Віталія Кличка» | 2                           | 6,7 |
| Політична партія Всеукраїнське об'єднання «Свобода»                                  | 1                           | 3,3 |

#### За округами
| № округу                                                                             | Прізвище, ім'я, по батькові   | Дата визнання обраним | Освіта  | Партійна приналежність                                                                     | Відомості про обраного депутата                            |
| ------------------------------------------------------------------------------------ | ----------------------------- | --------------------- | ------- | ------------------------------------------------------------------------------------------ | ---------------------------------------------------------- |
| Народна Партія                                                                       |                               |                       |         |                                                                                            |                                                            |
| 3                                                                                    | Романчук Олена Романівна      | 05.11.2010            | вища    | член Народної партії                                                                       | ДП «Клесівський лісгосп», економіст                        |
| 12                                                                                   | Козлова Тетяна Юріївна        | 05.11.2010            | вища    | член Народної партії                                                                       | Клесівське споживче товариство, економіст                  |
| 14                                                                                   | Цимбаліст Тетяна Петрівна     | 05.11.2010            | вища    | позапартійна                                                                               | Клесівська сільська рада, діловод                          |
| 15                                                                                   | Копитько Тамара Григорівна    | 05.11.2010            | вища    | член Народної партії                                                                       | Клесівська загальноосвітня школа І-ІІ ст. — ліцей, вчитель |
| 17                                                                                   | Павлишин Роман Ярославович    | 05.11.2010            | вища    | член Народної партії                                                                       | ДП «Клесівський лісгосп», головний інженер                 |
| 18                                                                                   | Симоненко Світлана Вікторівна | 05.11.2010            | вища    | член Народної партії                                                                       | Клесівська загальноосвітня школа І-ІІ ст. — ліцей, вчитель |
| 19                                                                                   | Артюшок Ігор Іванович         | 05.11.2010            | вища    | член Народної партії                                                                       | ДП «Клесівський лісгосп», головний лісничий                |
| 26                                                                                   | Грицкевич Олег Володимирович  | 05.11.2010            | середня | член Народної партії                                                                       | ДП «Клесівський лісгосп», майстер лісу                     |
| 28                                                                                   | Власик Іван Петрович          | 05.11.2010            | середня | член Народної партії                                                                       | ДП «Клесівський лісгосп», майстер лісу                     |
| Політична партія Всеукраїнське об'єднання «Батьківщина»                              |                               |                       |         |                                                                                            |                                                            |
| 1                                                                                    | Буйний Павло Павлович         | 05.11.2010            | середня | член Всеукраїнського об'єднання «Батьківщина»                                              | ККНК ТзОВ «Технобуд», машиніст                             |
| 4                                                                                    | Галушко Наталія Володимирівна | 05.11.2010            | вища    | член Всеукраїнського об'єднання «Батьківщина»                                              | Клесівська загальноосвітня школа І-ІІ ст. — ліцей, вчитель |
| 5                                                                                    | Пінігіна Ольга Володимирівна  | 05.11.2010            | середня | член Всеукраїнського об'єднання «Батьківщина»                                              | підприємець                                                |
| 13                                                                                   | Бухало Юрій Іванович          | 05.11.2010            | середня | член Всеукраїнського об'єднання «Батьківщина»                                              | підприємець                                                |
| 24                                                                                   | Царук Григорій Трифонович     | 05.11.2010            | середня | член Всеукраїнського об'єднання «Батьківщина»                                              | Клесівське кар'єроуправління, майстер                      |
| 25                                                                                   | Онищук Василь Олександрович   | 05.11.2010            | середня | член Всеукраїнського об'єднання «Батьківщина»                                              | тимчасово не працює                                        |
| 29                                                                                   | Яковець Марія Павлівна        | 05.11.2010            | вища    | член Всеукраїнського об'єднання «Батьківщина»                                              | дошкільний навчальний заклад № 4, вихователь               |
| 30                                                                                   | Губар Наталія Василівна       | 05.11.2010            | вища    | член Всеукраїнського об'єднання «Батьківщина»                                              | дошкільний навчальний заклад № 4, вихователь               |
| Політична партія Всеукраїнське об'єднання «Свобода»                                  |                               |                       |         |                                                                                            |                                                            |
| 20                                                                                   | Сидочук Юрій Федорович        | 05.11.2010            | вища    | член Всеукраїнського об'єднання «Свобода»                                                  | ЗАТ «Соснівський гранкар'єр», начальник ГДН                |
| Політична партія «УДАР (Український Демократичний Альянс за Реформи) Віталія Кличка» |                               |                       |         |                                                                                            |                                                            |
| 7                                                                                    | Ворон Олександр Олексійович   | 05.11.2010            | вища    | член Політичної партії «УДАР (Український Демократичний Альянс за Реформи) Віталія Кличка» | Клесівське кар'єроуправління, начальник цеху               |
| 11                                                                                   | Ворон Юрій Олексійович        | 05.11.2010            | вища    | член Політичної партії «УДАР (Український Демократичний Альянс за Реформи) Віталія Кличка» | Клесівська дитяча музична школа, директор                  |
| Самовисування                                                                        |                               |                       |         |                                                                                            |                                                            |
| 2                                                                                    | Пехотін Андрій Васильович     | 05.11.2010            | вища    | позапартійний                                                                              | приватний підприємець                                      |
| 6                                                                                    | Добриднік Любов Мусіївна      | 10.01.2011            | середня | член Всеукраїнського об'єднання «Батьківщина»                                              | Клесівське ССТ, продавець                                  |
| 8                                                                                    | Герман Володимир Романович    | 05.11.2010            | вища    | позапартійний                                                                              | КП «Клесівводоканал», начальник                            |
| 9                                                                                    | Романюк Людмила Миколаївна    | 05.11.2010            | вища    | позапартійна                                                                               | Клесівська сільська рада, секретар                         |
| 16                                                                                   | Ведров Андрій Олександрович   | 05.11.2010            | вища    | позапартійний                                                                              | Клесівська сільська рада, юрист                            |
| 21                                                                                   | Александров Василь Іванович   | 05.11.2010            | вища    | позапартійний                                                                              | пенсіонер                                                  |
| 22                                                                                   | Тріщук Валентина Петрівна     | 05.11.2010            | вища    | член Політичної партії "ДІТИ ВІЙНИ «НАРОДНА ПАРТІЯ УКРАЇНИ»                                | Територіальна державна інспекція праці, інспектор праці    |
| 23                                                                                   | Понедільник Алла Миколаївна   | 05.11.2010            | вища    | позапартійна                                                                               | дошкільний навчальний заклад № 6, медсестра                |
| 27                                                                                   | Карпелюк Надія Володимирівна  | 05.11.2010            | середня | позапартійна                                                                               | Публічно-шкільна бібліотека с. Клесів, бібліотекар         |